# Solfara Falconera
La solfara Falconara o Falconera o miniera Falconara   è una miniera di zolfo sita in provincia di Agrigento a nord-est di Cianciana, tra le più produttive del comprensorio comunale.
La solfatara, già attiva nel 1839, risulta oggi abbandonata.